# Alfred G. Gilman
Alfred G. Gilman, född 1 juli 1941 i New Haven, Connecticut, död 23 december 2015 i Dallas, Texas, var en amerikansk biokemist. Han tilldelades, tillsammans med Martin Rodbell,
nobelpriset i fysiologi eller medicin 1994 "för deras upptäckt av G-proteiner och dessa proteiners betydelse för signalöverföring i celler".
Nervceller mottar signaler från sin omgivning genom att molekyler av signalsubstanser fäster sig på speciella receptorer på nervcellens yta.
I cellmembranet finns s.k. G-proteiner, upptäckta av Gilman och Rodbell, vars uppgift är att transportera signalen från receptorn in i cellen. 
Proteinerna utför sitt arbete genom att cykliskt växla mellan olika former. 
Förändringar i G-proteinernas funktionalitet är en del i vissa sjukdomar som till exempel kolera, där toxiner från kolerabakterien låser G-proteinerna i en av dess former och påverkar de nerver som reglerar salt- och vätskeupptagningen i tarmarna.
1989 tilldelades han Albert Lasker Basic Medical Research Award.